# پیو شیاوی
پیو شیاوی (انگلیسی: Pio Schiavi؛ زادهٔ ۲۷ اوت ۱۹۹۸) بازیکن فوتبال است.
از باشگاه‌هایی که در آن بازی کرده‌است می‌توان به باشگاه فوتبال یووه استابیا اشاره کرد.